# Siti storici nazionali del Canada

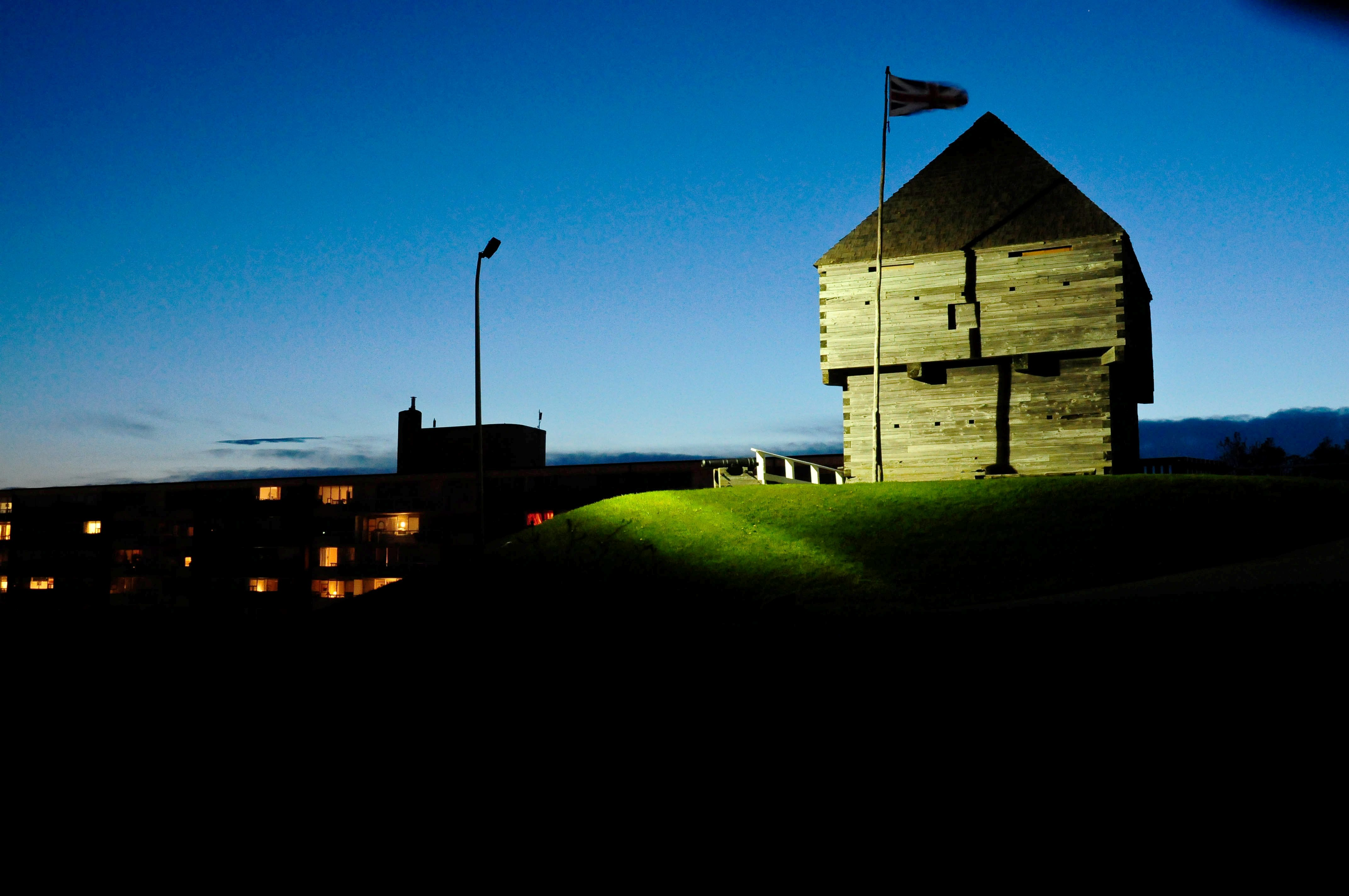
Fort Howe a Saint John, New Brunswick; la sua designazione nel 1914 segnò l'inizio del sistema emergente dei siti storici nazionali

I siti storici nazionali del Canada (in francese lieux historiques nationaux du Canada; in inglese National Historic Sites of Canada) sono luoghi del Canada di particolare valore storico, designati dal Ministero dell'Ambiente canadese su indicazione del Comitato del Canada per i siti storici e i monumenti (Historic Sites and Monuments Board of Canada, HSMBC/Commission des lieux et monuments historiques du Canada, CLMHC). Un'agenzia federale gestisce il programma dei siti storici nazionali canadesi, la Parks Canada. Dall'ottobre del 2018 risultavano designati 987 siti storici, di cui 172 gestiti da Parks Canada. I siti possono essere di proprietà nazionale, provinciale, municipale o persino privata; la maggior parte di essi è comunque aperta al pubblico. Due siti designati come siti storici del Canada si trovano in Francia (il Beaumont-Hamel Newfoundland Memorial e il Canadian National Vimy Memorial).
Esistono designazioni federali correlate per gli eventi di rilevanza storica nazionale e persone di rilevanza storica nazionale. Siti, eventi e persone sono tipicamente contrassegnati da una targa federale dello stesso stile, ma i marcatori non indicano quale designazione è stata data ad un soggetto. Ad esempio il canale Rideau è un sito storico nazionale mentre il canale di Welland è un evento storico nazionale.

## Storia

### Primi sviluppi

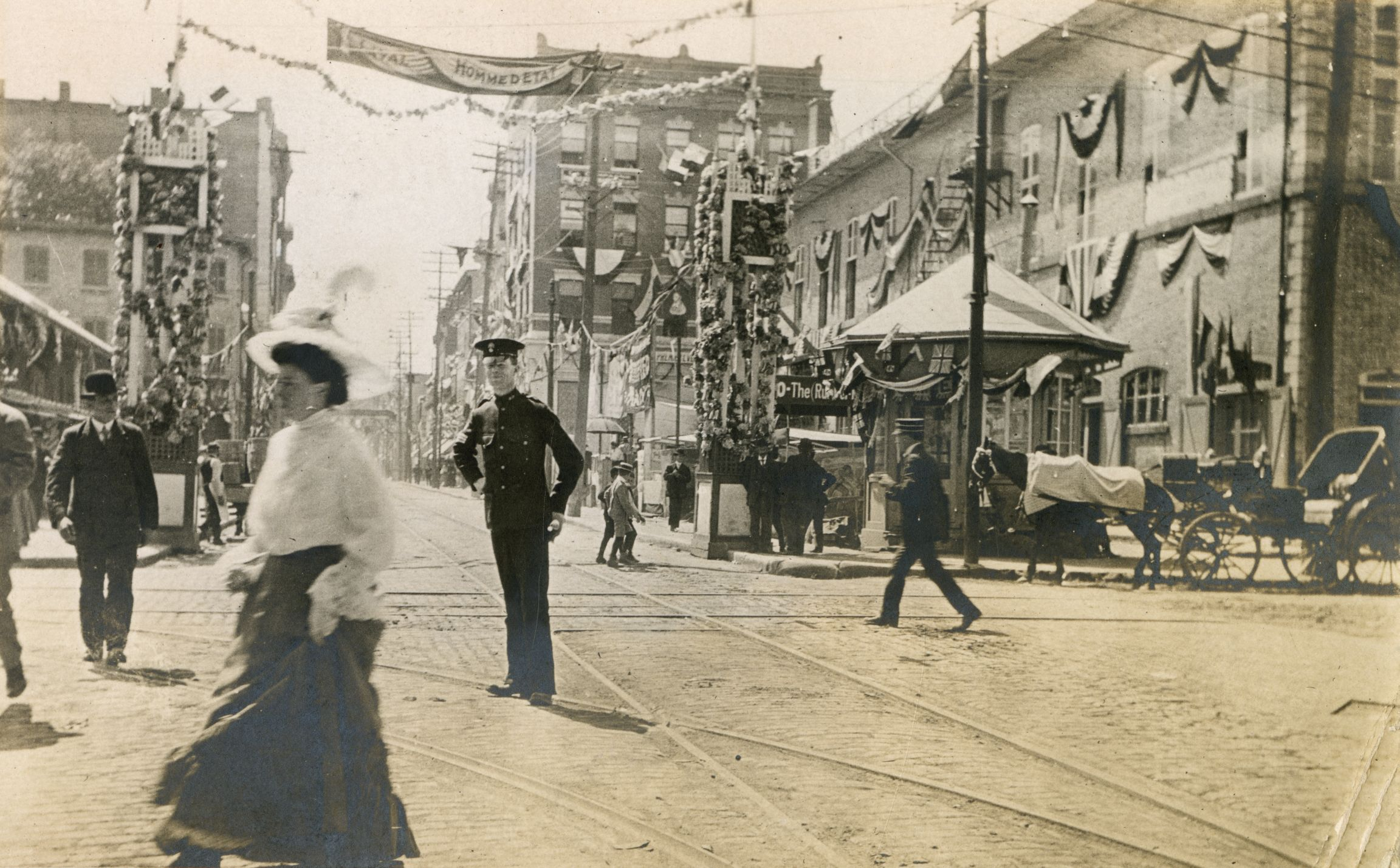
Le celebrazioni del tricentenario di Québec nel 1908 hanno agito da catalizzatore per gli sforzi federali per designare e preservare i siti storici

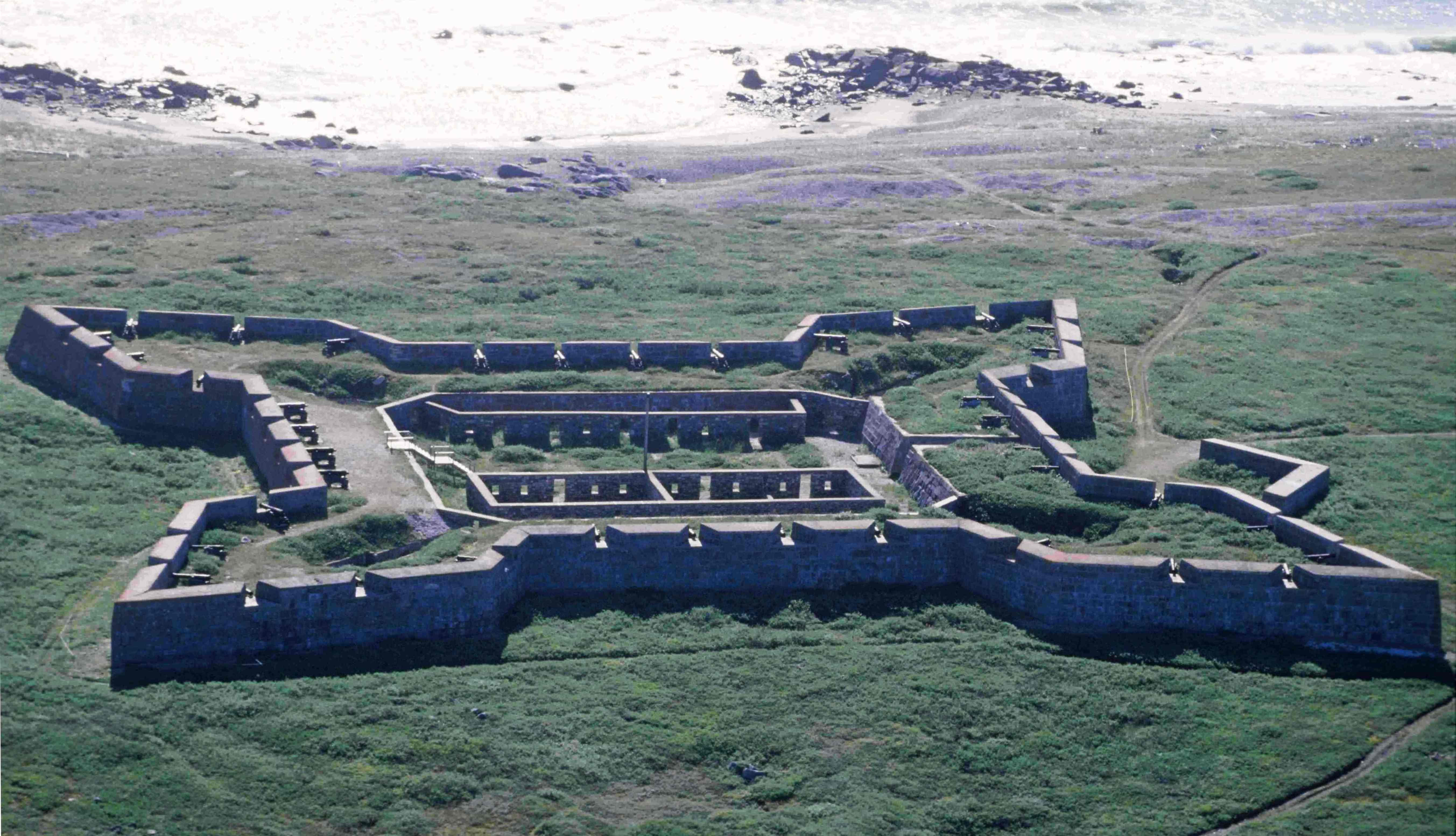
Prince of Wales Fort a Churchill, Manitoba, è stato uno dei primi due siti designati nel Canada occidentale

L'emergere del sentimento nazionalista canadese alla fine del XIX secolo e all'inizio del XX secolo ha portato ad un maggiore interesse per la conservazione dei siti storici del Canada. Ci sono stati precedenti galvanizzanti in altri paesi. Con il sostegno di notabili come Victor Hugo e Eugène Viollet-le-Duc, la Commission des monuments historique è stata creata in Francia nel 1837; ha pubblicato il suo primo elenco di siti designati, contenente 934 voci, nel 1840. Nel Regno Unito, la National Trust for Places of Historic Interest or Natural Beauty è stata creata nel 1894 per proteggere il patrimonio storico e naturale del paese. Mentre negli Stati Uniti non esisteva un servizio dei parchi nazionali fino al 1916, i campi di battaglia della guerra civile furono designati e gestiti dal dipartimento della guerra: Chickamauga e Chattanooga (creato nel 1890), Antietam (1890), Shiloh (1894), Gettysburg (1895), Vicksburg (1899) e Chalmette (1907).
A livello nazionale, Lord Dufferin, governatore generale dal 1872 al 1878, ha avviato alcuni dei primi e più importanti sforzi per preservare i siti storici del Canada. È stato determinante nel fermare la demolizione delle fortificazioni di Quebec City, ed è stato il primo funzionario pubblico a chiedere la creazione di un parco sulle terre vicino alle cascate del Niagara.
Il tricentenario della fondazione di Québec del 1908, e l'istituzione nello stesso anno della Commissione Nazionale dei Campi di Battaglia per la conservazione delle pianure di Abraham, ha agito da catalizzatore per gli sforzi federali per designare e preservare i siti storici in tutto il Canada. Allo stesso tempo, il governo federale era alla ricerca di modi per estendere il sistema dei parchi nazionali al Canada orientale. L'est, più popolato, non aveva le stesse grandi distese di terre non sviluppate della Corona che erano diventate parchi nell'ovest, così il Dominion Parks Branch (il predecessore di Parks Canada) ha guardato alle caratteristiche storiche per fungere da punti focali per i nuovi parchi nazionali. Nel 1914, il ramo Parks Branch ha intrapreso un'indagine sui siti storici in Canada, con l'obiettivo di creare nuove aree ricreative piuttosto che conservare i luoghi storici. Fort Howe, a Saint John è stato designato parco storico nazionale nel 1914, denominato "Fort Howe National Park". Il forte non era un sito di significativa importanza storica nazionale, ma la sua designazione ha fornito una motivazione per l'acquisto di terreni per un parco. Anche il forte Anne ad Annapolis Royal, in Nuova Scozia, fu designato nel 1917.
Nel 1919, William James Roche, il ministro degli interni, era preoccupato per la sorte dei vecchi posti di commercio di pellicce nel Canada occidentale, veniva anche sollecitato da associazioni storiche di tutto il Canada per ottenere fondi federali per contribuire alla conservazione e commemorazione dei monumenti locali. Allo stesso tempo, il dipartimento di Milizia e Difesa era ansioso di trasferire le vecchie fortezze, e le relative spese, al ramo dei parchi. Roche chiese a James Bernard Harkin, il primo commissario di Dominion Parks, di sviluppare una politica del patrimonio dipartimentale. Harkin riteneva che il ramo dei parchi non avesse le competenze necessarie per gestire le risorse storiche; era turbato dal valore storico relativamente debole di Fort Howe, il primo parco storico del paese, e temeva che i miglioramenti del parco della filiale fossero incompatibili con le caratteristiche del patrimonio di Fort Anne, il secondo parco storico.

### Comitato per i siti e monumenti storici del Canada

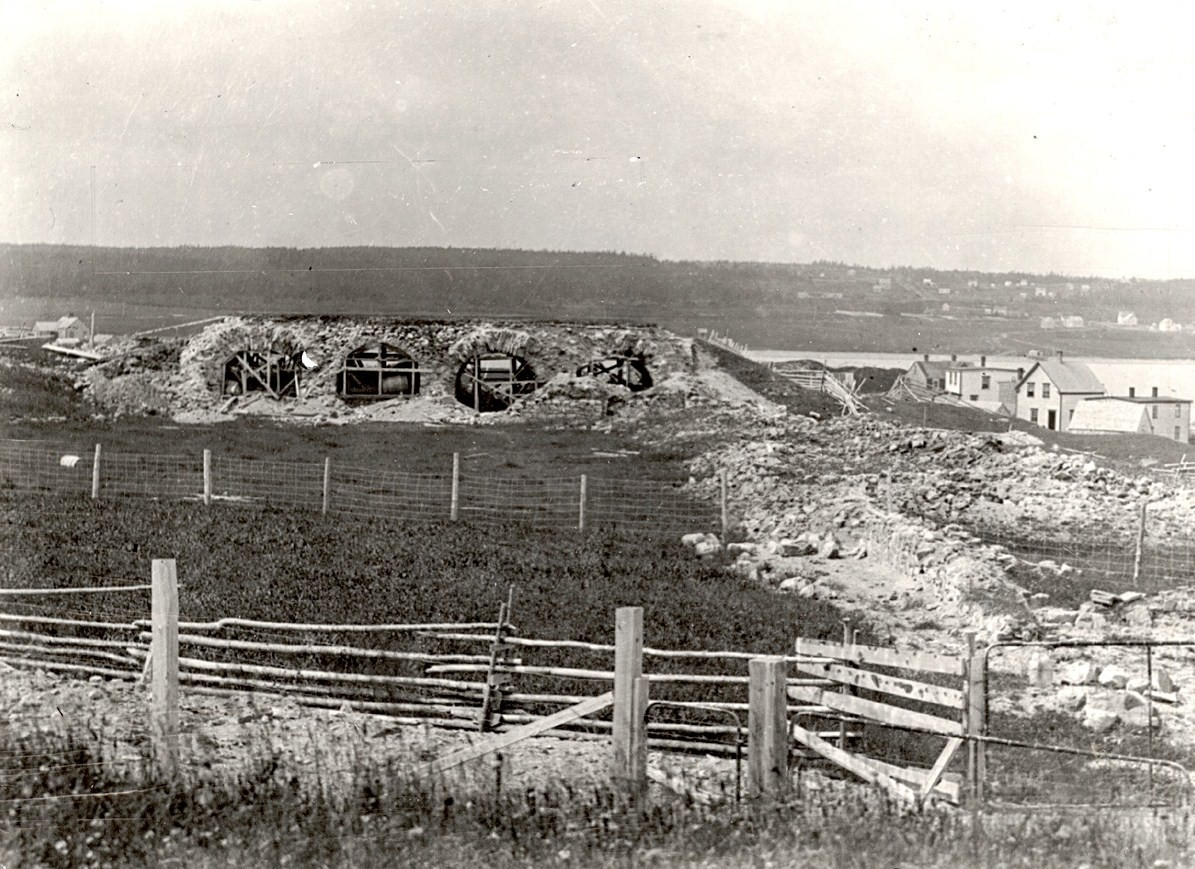
L'obiettivo iniziale del programma era strettamente legato alla commemorazione piuttosto che alla conservazione o al restauro. Le rovine della fortezza di Louisbourg sono state designate nel 1920, ma i lavori di restauro della fortezza iniziarono solo nel 1961

Su raccomandazione di Harkin, il governo creò nel 1919 il comitato consultivo per la preservazione dei siti storici (in seguito denominato comitato per i siti e monumenti storici del Canada) per consigliare il ministro su un nuovo programma di siti storici nazionali. Il brigadier generale Ernest Alexander Cruikshank, una nota autorità della guerra del 1812 e della storia dell'Ontario, fu scelto come primo presidente del consiglio di amministrazione, carica che ricoprì per vent'anni. Il primo posto designato e classificato nell'ambito del nuovo programma fu il "Cliff Site" a Port Dover dove due sacerdoti rivendicarono la sovranità sulla regione del lago Erie per Luigi XIV di Francia nel 1670.
A causa della mancanza di risorse, il comitato per i siti e monumenti storici del Canada si è limitato a raccomandare i siti da designare e il programma si è concentrato sulla commemorazione piuttosto che sulla conservazione. Benjamin Sulte, membro del comitato per i siti e monumenti storici del Canada, scrisse a Harkin nel 1919 sulle importanti rovine delle Forges du Saint-Maurice, dimostrando la sua preferenza per l'installazione di una targa piuttosto che per il restauro: "Tutto quello che si può fare ai nostri giorni è ripulire il cumulo di pietre, per raggiungere i muri di fondazione e piantare un cartello al centro della piazza così scoperta".
Nei primi anni del programma, i siti storici nazionali furono scelti per commemorare battaglie, uomini importanti, il commercio di pellicce e gli eventi politici; l'attenzione era focalizzata sui "grandi uomini ed eventi" che si attribuivano alla fondazione della nazione. Dei 285 siti storici nazionali designati dal 1943, 105 rappresentavano la storia militare, 52 rappresentavano il commercio delle pellicce e l'esplorazione e 43 rappresentavano personaggi famosi (quasi interamente uomini). C'era anche un forte pregiudizio a favore della commemorazione dei siti dell'Ontario rispetto ad altre parti del paese. Ad un certo punto, alcuni membri del comitato per i siti e monumenti storici del Canada conclusero che non c'erano siti nell'isola del Principe Edoardo degni di designazione. L'allora prominenza dei siti dell'Ontario legati alla guerra del 1812 e ai lealisti dell'Impero Unito è stata attribuita all'influenza di Cruikshank, con il risultato di una "vera e propria palizzata di marcatori storici lungo il San Lorenzo", e nel Niagara, che promuove una dottrina lealista di unità imperiale con la Gran Bretagna, mentre commemora la resistenza all'"americanismo". Le proposte di designare siti relativi all'immigrazione di ebrei, neri e ucraini in Canada furono respinte, così come i tentativi di riconoscere i patrioti delle ribellioni del 1837. Tale era la visione della storia canadese da parte del consiglio nella prima metà del XX secolo. Il comitato per i siti e monumenti storici del Canada dell'epoca è stato descritto dallo storico Yves Yvon J. Pelletier come un "club per gentiluomini vittoriani", composto da studiosi storici autodidatti, le cui decisioni sono state prese senza consultazione pubblica e senza il beneficio di un segretariato per approfondire le raccomandazioni dei membri del consiglio.
I seguenti sono stati membri del comitato per i siti e monumenti storici del Canada:
| Nome                             | Provincia           | Anno di adesione | Anno di rinuncia | Ulteriori informazioni        |
| -------------------------------- | ------------------- | ---------------- | ---------------- | ----------------------------- |
| Ernest Alexander Cruikshank      | Ontario             | 1919             | 1939             | Presidente dal 1919 al 1939   |
| James Henry Coyne                | Ontario             | 1919             | 1932             |                               |
| Frederic William Howay           | Columbia Britannica | 1923             | 1944             | Presidente dal 1943 al 1944   |
| Fred Landon                      | Ontario             | 1932             | 1958             | Presidente dal 1950 al 1958   |
| W. N. Sage                       | Columbia Britannica | 1944             | 1959             |                               |
| Harry Walker                     | Ontario             | 1955             | 1959             |                               |
| Donald Grant Creighton           | Ontario             | 1958             | 1972             |                               |
| Arthur Reginald Marsden Lower    | Ontario             | 1959             | 1961             |                               |
| Margaret Anchoretta Ormsby       | Columbia Britannica | 1960             | 1967             |                               |
| James J. Talman                  | Ontario             | 1961             | 1973             |                               |
| James Nesbitt                    | Columbia Britannica | 1967             | 1971             |                               |
| Margaret Prang                   | Columbia Britannica | 1971             | 1979             |                               |
| James Maurice Stockford Careless | Ontario             | 1972             | 1985             | Presidente dal 1981 al 1985   |
| B. Napier Simpson                | Ontario             | 1973             | 1978             |                               |
| Charles Humphries                | Columbia Britannica | 1979             | n.d.             |                               |
| Edward Storey                    | Ontario             | 1981             | 1987             |                               |
| Thomas Henry Bull Symons         | Ontario             | 1986             | n.d.             | Presidente dal 1986 al (n.d.) |
| John H. White                    | Ontario             | 1988             | n.d.             |                               |

### Evoluzione del programma

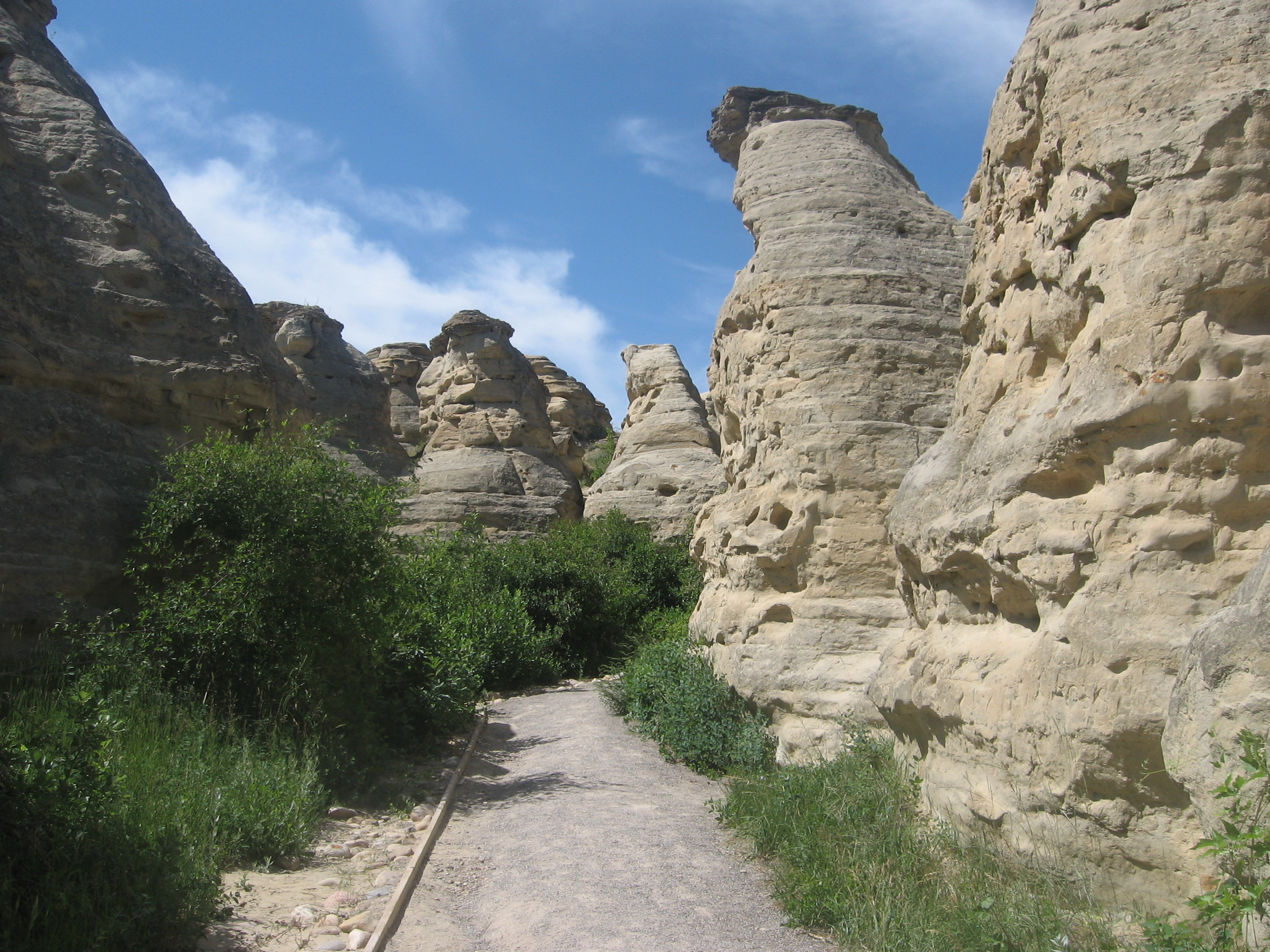
Áísínai'pi, luogo di significativa importanza culturale e religiosa per il popolo dei Piedi Neri, è stato designato nel 2006

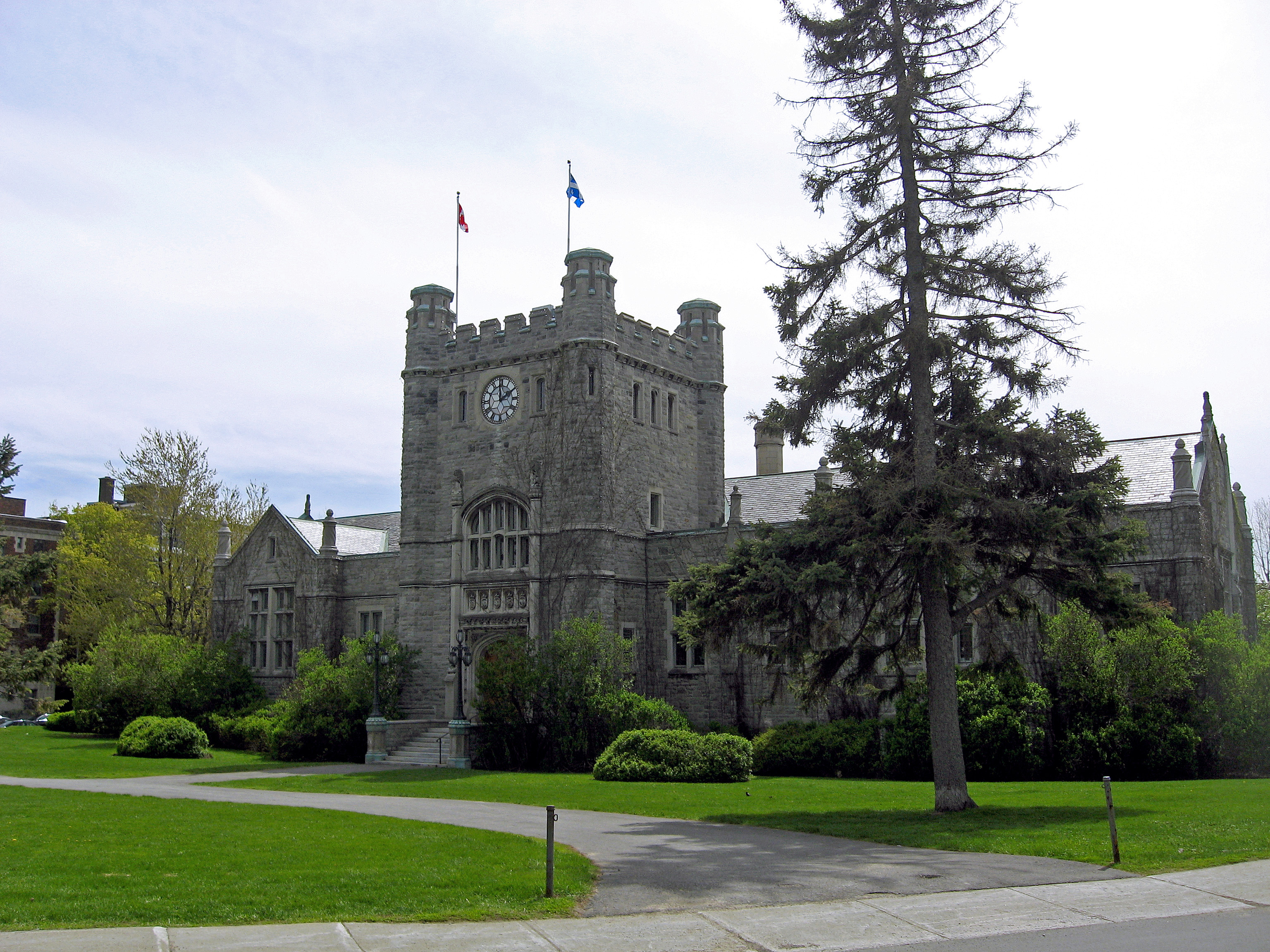
Il quartiere storico di Westmount, in Québec, è stato designato nel 2011 in riconoscimento degli sforzi dei cittadini locali che hanno lavorato per decenni per proteggere l'ambiente storico del quartiere

Con il passare del tempo e la crescita del sistema, la portata del programma e la natura delle denominazioni si sono evolute. Negli anni '30, l'attenzione del movimento per il patrimonio culturale in Canada si è spostata dalla commemorazione alla conservazione e allo sviluppo. Il cambiamento è stato più marcato in Ontario, dove la Niagara Parks Commission stava restaurando Fort George e il dipartimento delle autostrade stava restaurando Fort Henry. Ci volle la grande depressione per creare opportunità per importanti progetti di conservazione del patrimonio culturale a livello federale. Anche se il comitato per i siti e monumenti storici del Canada ha mostrato scarso interesse per questi sforzi, limitandosi ad un ruolo commemorativo, la sezione "parchi" ha fatto ampio uso dei fondi governativi per assumere lavoratori per assistere al restauro di vecchi forti.
Nel 1943, il presidente ad interim del comitato per i siti e monumenti storici del Canada, Frederic William Howay, ha esortato i suoi colleghi membri del consiglio di amministrazione a prendere in considerazione una gamma più ampia di denominazioni e a correggere lo squilibrio geografico e tematico nelle designazioni. In particolare, Howay incoraggiò il comitato per i siti e monumenti storici del Canada a prestare maggiore attenzione alla storia economica, sociale e culturale, sollecitando una moratoria su ulteriori designazioni relative alla guerra del 1812. Nel 1951, la Commissione reale per lo sviluppo nazionale nelle arti, lettere e scienze ha evidenziato gli squilibri del programma National Historic Sites, sollecitando un programma più ambizioso con una maggiore attenzione alla conservazione dell'architettura. Nel 1955, la legge sui siti storici e sui monumenti fu modificata per consentire la designazione degli edifici a causa della loro età o della loro progettazione, con conseguente nuova attenzione alla designazione del patrimonio edilizio canadese. Gli anni '50 segnarono anche l'inizio dell'era dei "grandi progetti", che raggiunse il suo apogeo negli anni '60, quando il governo federale investì fondi significativi nel restauro e nella ricostruzione di siti storici nazionali di alto profilo come la Cittadella di Halifax, la fortezza di Louisbourg, le fortificazioni di Quebec e il nucleo storico di Dawson City.
Gli anni '70 hanno segnato l'inizio di un nuovo cambiamento nella natura delle designazioni. Dei 473 siti storici nazionali designati tra il 1971 e il 1993, la precedente categoria dominante di eventi politico-militari rappresentava solo il 12% delle nuove designazioni, con le commemorazioni di tipo "Battaglia di....." superate da siti associati alla politica federale. Il più grande gruppo di designazioni (43 per cento) riguardava gli edifici storici. Negli anni '90, tre gruppi sono stati identificati come sottorappresentati tra i siti storici nazionali: popoli aborigeni, donne e gruppi etnici diversi dai francesi e dagli inglesi. Successivamente sono stati compiuti sforzi per diversificare ulteriormente le denominazioni di conseguenza. Saoyú-ʔehdacho nei territori del nord-ovest è stato designato nel 1997, diventando il primo sito storico nazionale sia designato che acquisito sulla base di consultazioni con le popolazioni aborigene, e il più grande sito storico nazionale sulla superficie terrestre (circa le dimensioni dell'Isola del Principe Edoardo). Fu in questo periodo che l'uso del termine "parco storico nazionale", allora ancora usato per la classe dei più grandi siti storici nazionali gestiti da Parks Canada e considerati di "straordinario valore per la storia canadese", fu gradualmente eliminato.
I cambiamenti non si sono limitati a nuove designazioni, in quanto l'interpretazione di molti siti storici nazionali esistenti non è rimasta statica e si è evoluta nel tempo. Ad esempio, la commemorazione dei siti storici nazionali nelle praterie relative alla ribellione di Red River e alla ribellione del Nord-Ovest ha attraversato almeno tre fasi fino ad oggi. Negli anni '20, le targhe erette in questi siti hanno contribuito all'espansione del Canada e della civiltà occidentale in tutto il nord America. A causa delle pressioni locali, dei cambiamenti al comitato per i siti e monumenti storici del Canada e dell'evoluzione della storiografia, i testi introdotti negli anni '50 evitarono la precedente versione trionfalistica degli eventi, ma evitarono anche qualsiasi analisi delle cause o delle conseguenze degli eventi. A partire dagli anni '70, un approccio mutevole alla conservazione del patrimonio da parte di Parks Canada, unito a un crescente regionalismo e a un movimento per i diritti degli aborigeni più assertivo, portò alla generazione successiva di documenti interpretativi, che includevano un focus sulle società che l'espansione del XIX secolo del Canada aveva spostato.

## Designazioni

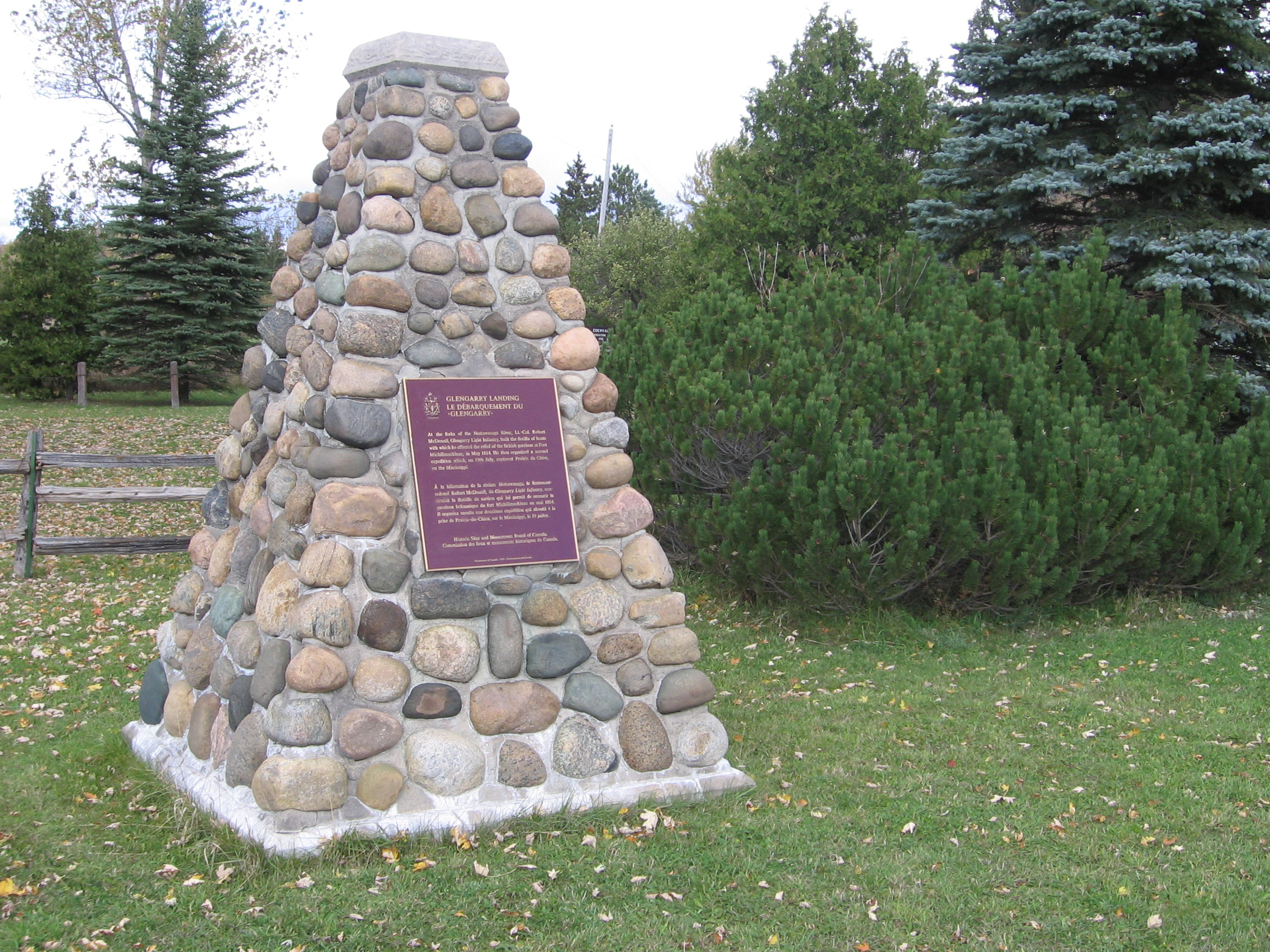
Le targhe apposte su torri sono state inizialmente utilizzate per contrassegnare i siti storici nazionali, come questo a Glengarry Landing in Ontario

I siti storici nazionali sono organizzati secondo cinque grandi temi: popolamento della terra, governo del Canada, sviluppare le economie, costruire la vita sociale e comunitaria ed esprimere la vita intellettuale e culturale. Per essere commemorato, un sito deve soddisfare almeno uno dei seguenti criteri:
- illustrare un eccezionale risultato creativo nell'ambito dell'ideazione e del design, della tecnologia o della pianificazione, o una fase significativa dello sviluppo del Canada;
- illustrare o simboleggiare, in tutto o in parte, una tradizione culturale, uno stile di vita o idee importanti per lo sviluppo del Canada;
- essere esplicitamente e significativamente associati o identificati con persone ritenute di rilevanza storica nazionale; oppure
- essere esplicitamente e significativamente associati o identificati con eventi ritenuti di rilevanza storica nazionale.[6]

La designazione come sito storico nazionale non fornisce alcuna protezione giuridica per gli elementi storici di un sito. Tuttavia, i siti storici possono essere designati a più di un livello (nazionale, provinciale e comunale), e le designazioni ad altri livelli possono portare con sé alcune protezioni legali.
La maggior parte dei siti storici nazionali sono contrassegnati da una targa federale con lo stemma del Canada. Negli anni precedenti, queste targhette sono state erette su torri appositamente costruite, e negli anni successivi sono state attaccate ad edifici o a pali indipendenti. Questi marcatori marroni e oro sono tipicamente in inglese e francese, anche se alcuni sono trilingue, dove un'altra lingua è rilevante per il soggetto da commemorare.

## Elenco dei siti storici nazionali del Canada per località
| Lista di siti storici nazionali per località | Lista di siti storici nazionali per località                             | Numero di siti storici nazionali | Anno della prima designazione | Esempio di sito storico nazionale e sua designazione |
| -------------------------------------------- | ------------------------------------------------------------------------ | -------------------------------- | ----------------------------- | ---------------------------------------------------- |
| Siti in Alberta                              | Lista dei siti storici nazionali del Canada in Alberta                   | 61                               | 1923                          | Lago delle rane (1923)                               |
| Siti nella Columbia Britannica               | Lista dei siti storici nazionali del Canada nella Columbia Britannica    | 94                               | 1923                          | Passo Rogers (1971)                                  |
| Siti a Manitoba                              | Lista dei siti storici nazionali del Canada a Manitoba                   | 57                               | 1920                          | Exchange District (1996)                             |
| Siti nel Nuovo Brunswick                     | Lista dei siti storici nazionali del Canada a New Brunswick              | 63                               | 1920                          | Ponte di Hartland (1980)                             |
| Siti a Terranova e Labrador                  | Lista dei siti storici nazionali del Canada a Newfoundland e Labrador    | 46                               | 1951                          | Collina del Segnale (1951)                           |
| Siti in Nuova Scozia                         | Lista dei siti storici nazionali del Canada in Nuova Scozia              | 90                               | 1920                          | Sito storico nazionale Marconi (1939)                |
| Siti in Ontario                              | Lista dei siti storici nazionali del Canada in Ontario                   | 270                              | 1919                          | McCrae House (1966)                                  |
| Siti a Hamilton                              | Siti a Hamilton                                                          | 15                               | 1929                          | Castello di Dundurn (1997)                           |
| Siti a Kingston                              | Siti a Kingston                                                          | 22                               | 1923                          | Kingston City Hall (1961)                            |
| Siti nella regione del Niagara               | Siti nella regione del Niagara                                           | 26                               | 1921                          | Niagara-on-the-Lake (2003)                           |
| Siti a Ottawa                                | Siti a Ottawa                                                            | 26                               | 1925                          | Edifici parlamentari (1976)                          |
| Siti a Toronto                               | Siti a Toronto                                                           | 36                               | 1923                          | Fort York (1923)                                     |
| Siti sull'Isola del Principe Edoardo         | Siti storici nazionali del Canada sull'isola del Principe Edoardo        | 22                               | 1933                          | L.M. Montgomery's Cavendish (2004)                   |
| Siti nel Québec                              | Lista dei siti storici nazionali del Canada nel Quebec                   | 197                              | 1919                          | Île d'Orléans Seigneury (1990)                       |
| Siti a Montréal                              | Siti a Montréal                                                          | 61                               | 1920                          | Basilica Cattolica Romana di Notre-Dame (1989)       |
| Siti in Québec                               | Siti in Québec                                                           | 37                               | 1923                          | Château Frontenac (1981)                             |
| Siti a Saskatchewan                          | Lista dei siti storici nazionali del Canada a Saskatchewan               | 46                               | 1923                          | Banca di Commercio Canadese (1976)                   |
| Siti nei Territori del Nord-Ovest            | Lista dei siti storici nazionali del Canada nei Territori del Nord-Ovest | 12                               | 1930                          | Chiesa di Nostra Signora della Buona Speranza (1977) |
| Siti nel Nunavut                             | Lista dei siti storici nazionali del Canada nel Nunavut                  | 12                               | 1964                          | Inuksuk Point (1969)                                 |
| Siti nello Yukon                             | Lista dei siti storici nazionali del Canada nello Yukon                  | 11                               | 1959                          | Complesso storico di Dawson (1959)                   |
| Francia                                      | Lista dei siti storici nazionali del Canada in Francia                   | 2                                | 1996                          | Crinale Vimy (1996)                                  |